# Frans Jozef-universiteit

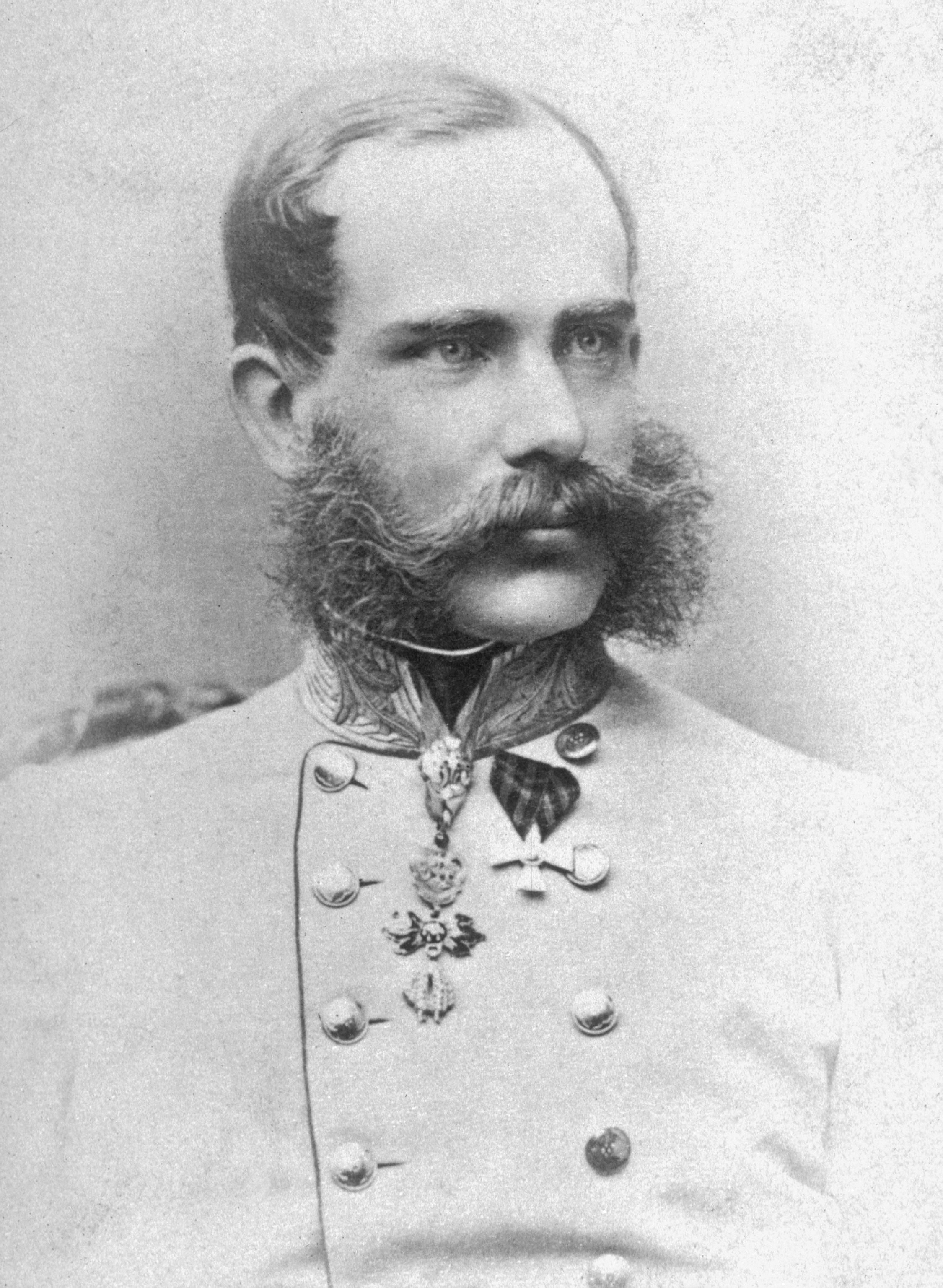
Keizer Frans Jozef, de oprichter van de universiteit

De Koninklijke Frans Jozef-universiteit (Hongaars: Magyar Királyi Ferenc József Tudományegyetem) was de tweede moderne universiteit in het koninkrijk Hongarije binnen Oostenrijk-Hongarije. 

## Geschiedenis
Ze werd opgericht in 1872 en was aanvankelijk in Kolozsvár gevestigd, het huidige Cluj-Napoca. Na de Eerste Wereldoorlog verhuisde de universiteit kortstondig naar Boedapest (1919-1921) om vervolgens tot 1940 in Szeged gevestigd te zijn. Toen Noord-Transsylvanië, inclusief Kolozsvár, in dat jaar door de Tweede Scheidsrechterlijke Uitspraak van Wenen opnieuw aan Hongarije werd toebedeeld, verhuisde de universiteit opnieuw naar de stad war ze was opgericht.
Tegen het einde van de Tweede Wereldoorlog werd Noord-Transsylvanië terug aan Roemenië overgedragen. De Roemeense overheid verving de Frans Jozef-universiteit door een nieuwe Hongaarstalige instelling, maar de universiteit zelf hield in 1945 op te bestaan zonder wettige opvolger. De gebouwen en uitrusting gingen echter naar de Koning Ferdinand I-universiteit, die later tot Victor Babeș-universiteit werd omgedoopt en in 1959 met de János Bolyai-universiteit fuseerde tot de Babeș-Bolyaiuniversiteit.
De Frans Jozef-universiteit was een belangrijk centrum voor wetenschap en onderwijs binnen de Donaumonarchie. In het bijzonder stond de Frans Jozef-universiteit bekend voor haar vooraanstaande rol binnen de wiskunde, hetgeen haar de bijnaam "Göttingen van de Monarchie" opleverde. De universiteit trok wiskundigen aan zoals Gyula Farkas, Lipót Fejér, Alfréd Haar, Frigyes Riesz, Ludwig Schlesinger, Béla Szőkefalvi-Nagy en Gyula Vályi.